# Лондонський міст
Лондонський міст (англ. London Bridge) — міст над річкою Темза, сполучає центральні райони міста Лондон — Сіті та Саутерк.
Протягом історії Лондона на цьому місці змінилося декілька мостів під тією ж назвою: декілька дерев'яних мостів, починаючи з римських часів, кам'яний міст, побудований в XII столітті і простояв понад 600 років, і ще один кам'яний арковий міст XIX століття. Сучасний міст — залізобетонний балковий з прогонами коробчатого перетину — був відкритий для руху транспорту в 1973 році; він знаходиться за 30 метрів вище за течією, ніж мости минулих століть.
На Лондонському мосту закінчується західна частина Лондонського Пула. Сучасний міст завдовжки 283 м та завширшки 32 м і складається з трьох попередньо напружених бетонних балок. Через міст прямує автомагістраль A3, що складається з шести смуг, що виходить з Лондона та прямує до Портсмуту. На південному березі знаходяться Саутваркський собор та станція Лондон-брідж, а на північному березі — пам'ятник Великій Лондонській пожежі, станція метро Бенк/Моньюмент (станції метро), церква святого Магнуса-мученика
До будівництва моста Патні в 1729 році Лондонський міст був єдиним мостом, що сполучав дві частини міста; інший найближчий міст знаходився в місті Кінгстон-апон-Темс вище за течією. Лондонський міст увічнений у багатьох творах художнього мистецтва і фольклору, в тому числі в дитячій пісеньці London Bridge Is Falling Down («Лондонський міст падає»).
Назву «Лондонський міст» інколи помилково вживають щодо Баштового мосту, що є наступним нижче за течією.
План поховання королеви Єлизавети II назвали на честь цього мосту, операцією «Лондонський міст».

## Старий Лондонський міст

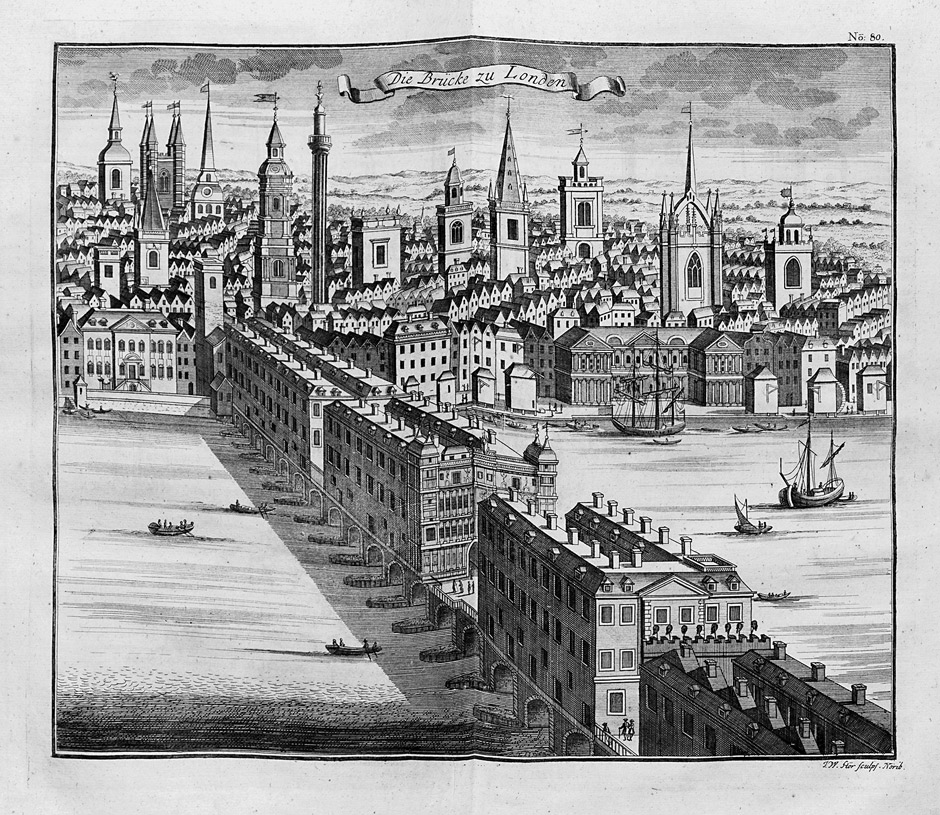
Старий Лондонський міст. Малюнок з німецького видання 1735 року.

Протягом 1209—1831 років на місці сучасного мосту стояв інший, з кількома будівлями, спорудженими на ньому. Будівельні роботи розпочалися 1176 року під керівництвом Петра з Коулчерча, після нього за запрошенням короля Іоанна I будівництвом керував французький монах Ісембер, який був відомий будівництвом мостів. Будівництво тривало до 1209 року. Будівлі на мосту часто перебудовувалися, зокрема через пошкодження при пожежах. Висота деяких будинків доходила до 7 поверхів. Пізніше будівлі демонтовувалися й 1762 року було демонтовано останню будівлю на мосту. Пізніше міст потребував дорогих частих ремонтів й урешті-решт його замінили на новий Лондонський міст, зведений 1831 року, який своєю чергою простояв до 1967 року.